# Gastronomía de Puebla

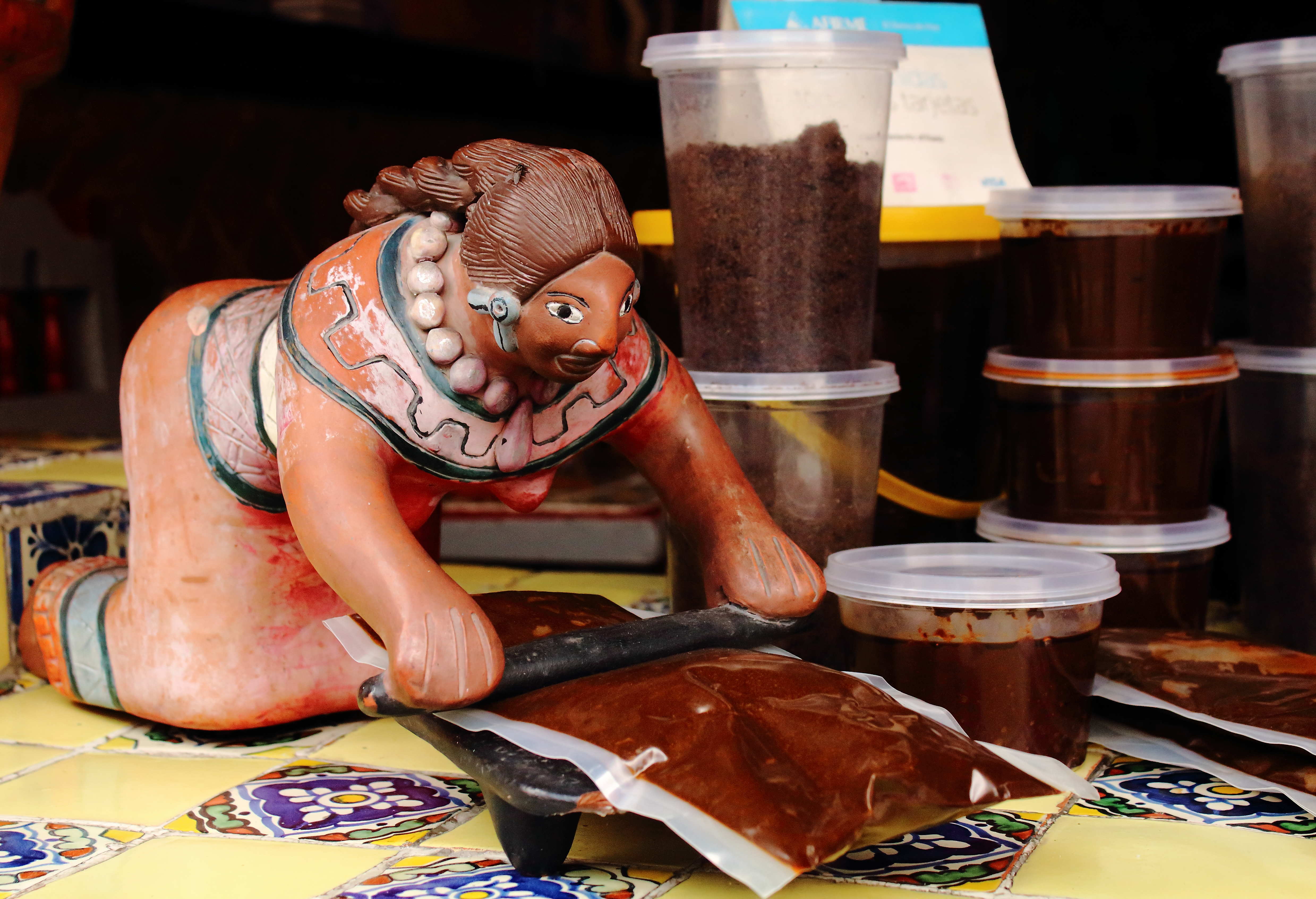
La gastronomía de Puebla tiene una amplia influencia prehispánica, como el uso de ciertos utensilios e ingredientes típicos.

La gastronomía de Puebla es el conjunto de platillos originarios del estado de Puebla en México, y forma parte de la gastronomía mexicana. Es reconocida a nivel internacional por su variedad y su historia.

## Historia
La gastronomía poblana es resultado de la fusión de la tradición culinaria de origen prehispánica –anterior al período virreinal–, y de las influencias de cocinas europeas tales como la española y la francesa, o de otras latitudes tales como la árabe. Cada gastronomía aportó no solamente ingredientes –como el chile, el jitomate, la cebolla, el aceite o diversas carnes –, sino utensilios y procesos que enriquecieron la oferta culinaria del estado, haciendo de esta una cocina rica y variada, considerada como una de las más barrocas y representativas de México.
La situación geográfica de Puebla fue, sin duda alguna, la razón para conformar y definir los rasgos más característicos de la gastronomía poblana. Otra de las características con las que cuenta la cocina poblana es su oferta amplia y variada de panes y dulces típicos, que sumado a platillos considerados como bandera de la gastronomía mexicana –como los chiles en nogada–, hacen de esta una de las cocinas más importantes del país y patrimonio de la nación.
La gastronomía poblana es una de las más complejas, ricas y nutritivas del mundo. Y por consiguiente está buscando ser considerada como patrimonio cultural de la humanidad.

## Antojitos representativos
Según el diccionario de la Real Academia Española, los antojitos son aperitivos, conocidos en España como tapas. Dentro de la gastronomía de Puebla, los más representativos son:

### Chalupas
Las chalupas están elaboradas con tortilla de maíz de tamaño pequeño, fritas en manteca, cubiertas de salsa roja y verde, cebolla cruda picada y carne de cerdo deshebrada; también suele sustituirse este tipo de carne por carne de res, de pollo y/o queso rallado.
En la ciudad de Puebla, se pueden degustar en puestos ambulantes, cocinas pequeñas o restaurantes. En el Paseo de San Francisco, lugar que el cronista Urbano Deloya establece como el de origen de este platillo, se encuentran establecimientos de comida poblana que se disputan la maternidad de este tradicional antojito como el restaurante La Chiquita y el restaurante La Abuelita. En 1995, Deloya escribió en su columna Puebla de mis amores: "¿Quién habrá sido la primera chalupera?... Solo un dato... pero confirmado. Anoten el nombre...  Severina Méndez viuda de Madrid, La Abuelita". Por su parte, para Carolina Vega las chalupas habrían surgido en 1896 de la mente y manos de Francisca Hernández, matriarca de la familia que ha dirigido La Chiquita por cinco generaciones.

### Cemitas
La cemita poblana es un platillo típico del Estado de Puebla, barata y de fácil preparación, se puede encontrar en varios puntos de la ciudad. La historia de este platillo procede de dos variedades de pan, que durante la época colonial eran tributo a la corona española por la Ciudad de Puebla: bizcochos de sal parecidos al pambazo francés que se difundió en la intervención militar francesa contra México entre los años 1863-1867.
Las cemitas poblanas ofrecen variedad en su contenido principal. Una vez abierto este pan se le añaden , queso blanco o quesillo, rebanadas de jitomate, cebolla, chiles chipotles o rajas y según se desee la especialidad; puede ser milanesa, jamón, carne enchilada, carnitas, etcétera. Al final se corona con hojas de pápalo fresco.
Entre los lugares más populares para encontrar este platillo en la ciudad de Puebla, se encuentran el mercado Melchor Ocampo, ubicado en la colonia El Carmen y por ello popularmente conocido como Mercado del Carmen, ubicado en la 21 Oriente 209, entre 2 y 4 sur.  Así, de igual manera, el pequeño puesto de “La Güera”, quien desde hace 50 años se coloca en la 7 Oriente cerca del número 701, en el Centro Histórico.

### Molotes
Antojito típico de Puebla cuya historia puede tener como referencia la mezcla de la cocina hispana, criolla y mestiza, ya que para su elaboración se utiliza tanto la masa de maíz con una mezcla de harina de trigo con un relleno de diversos ingredientes de origen tanto prehispánico como español como el queso, la papa y hasta la flor de calabaza; además de que fue durante la época colonial que se introdujo a la Nueva España la técnica de freír, que hace la diferencia entre molote y quesadilla.
Sin embargo, no existe una receta oficial. Cada una de las personas que los prepara le agrega o quita ingredientes, pero lo que sí es básico en su preparación es el uso de la masa de maíz, sal y harina de trigo que debe tener como resultado una masa crujiente y delgada, además de que el relleno puede ser muy variado. Encontramos molotes de un solo ingrediente como papa, queso, requesón o también rellenos de guisados como tinga o plátano macho. Finalmente se agrega sobre este crema, salsa y queso.

## Platillos elaborados

### Mole poblano
El mole poblano es una salsa preparada por una variedad de ingredientes como cacao, chile ancho, chile mulato, chile pasilla, chile chipotle, jitomate, almendra, plátano, nuez, clavo, canela, cebolla, ajo, entre otros. Tradicionalmente se emplea para acompañar la carne de pavo o guajolote, aunque también se puede usar con res, pollo o cerdo.

## Galería

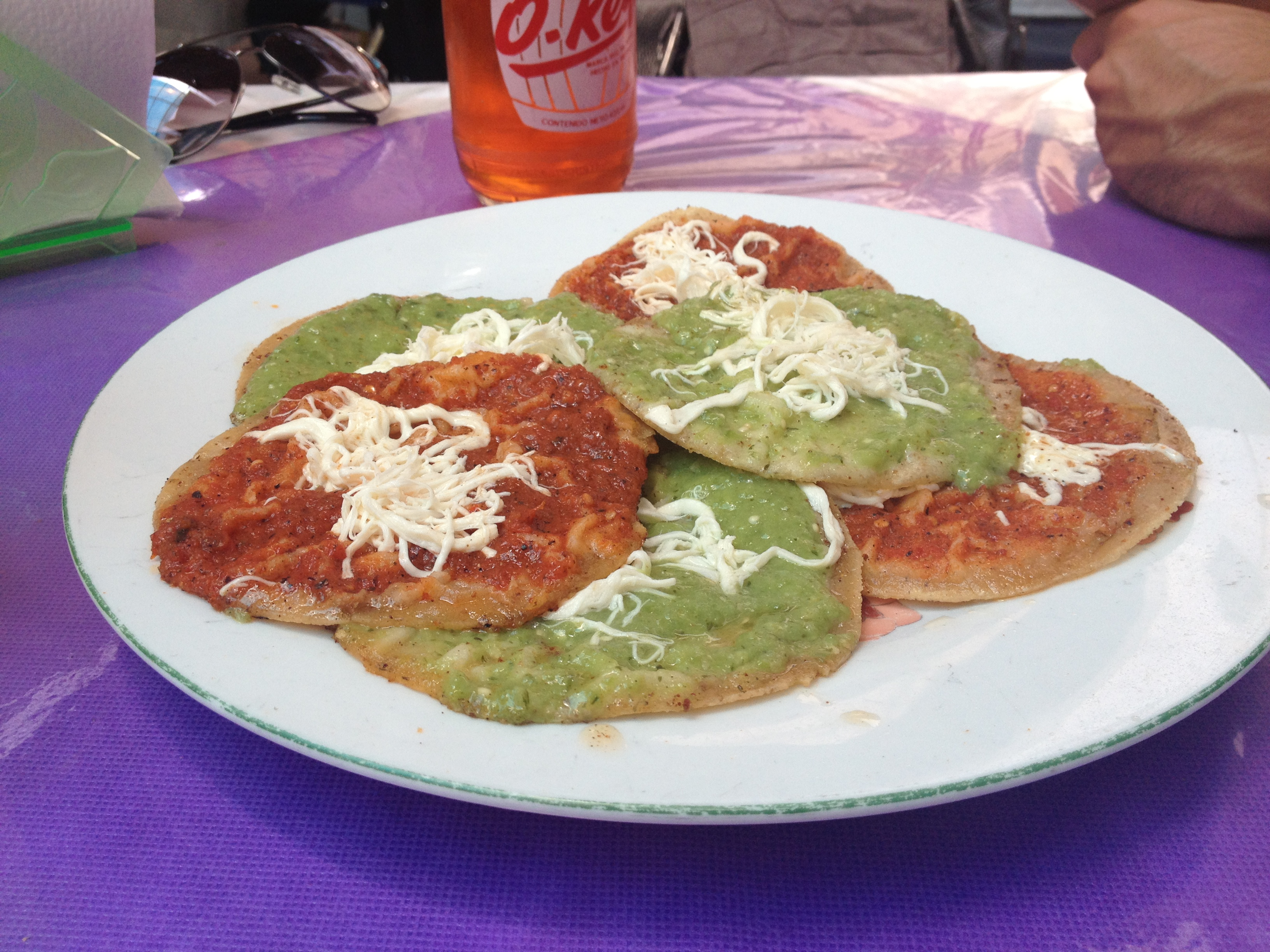
Chalupas poblanas del mercado de El Alto.
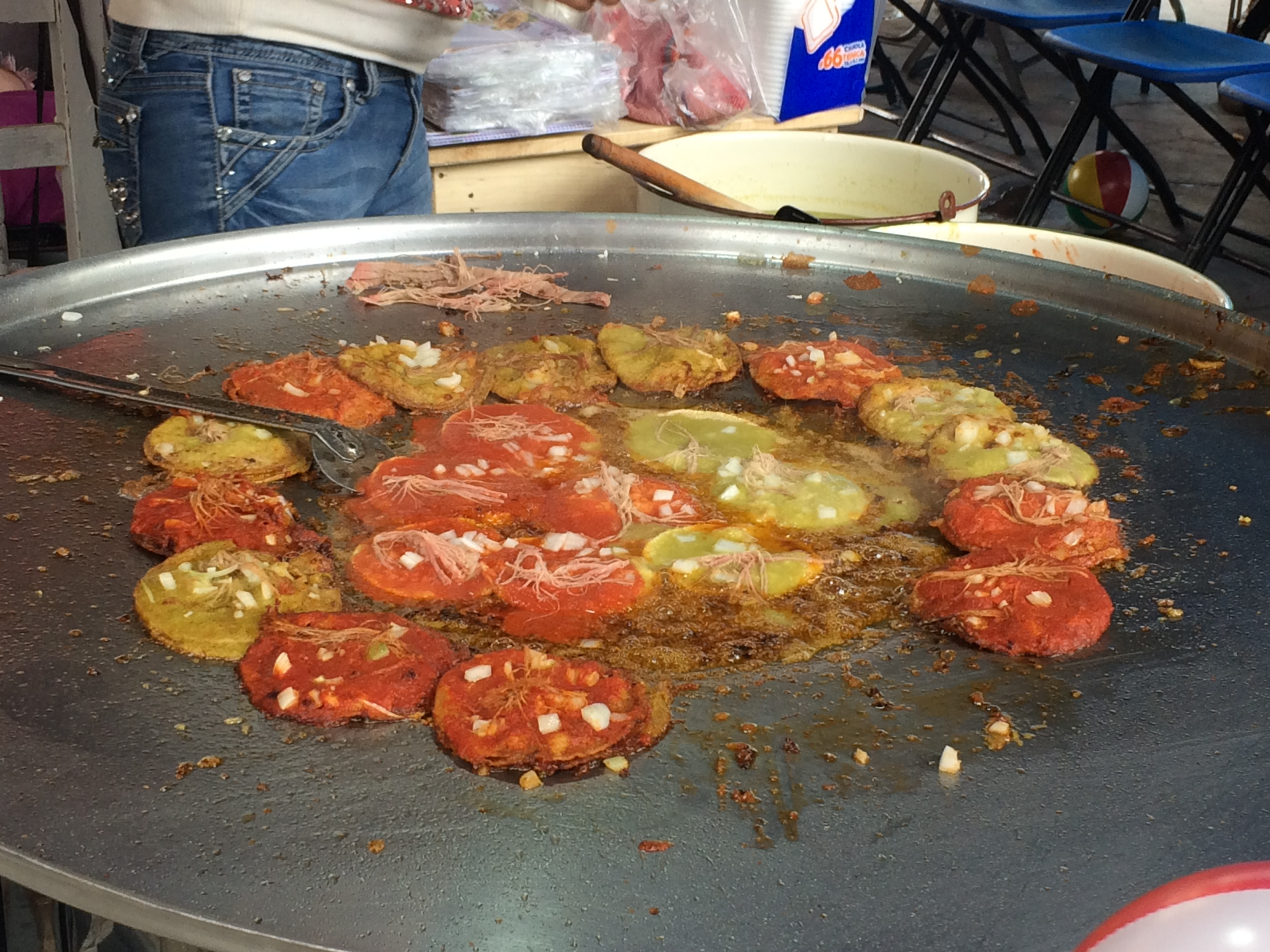
Chalupas poblanas de Analco
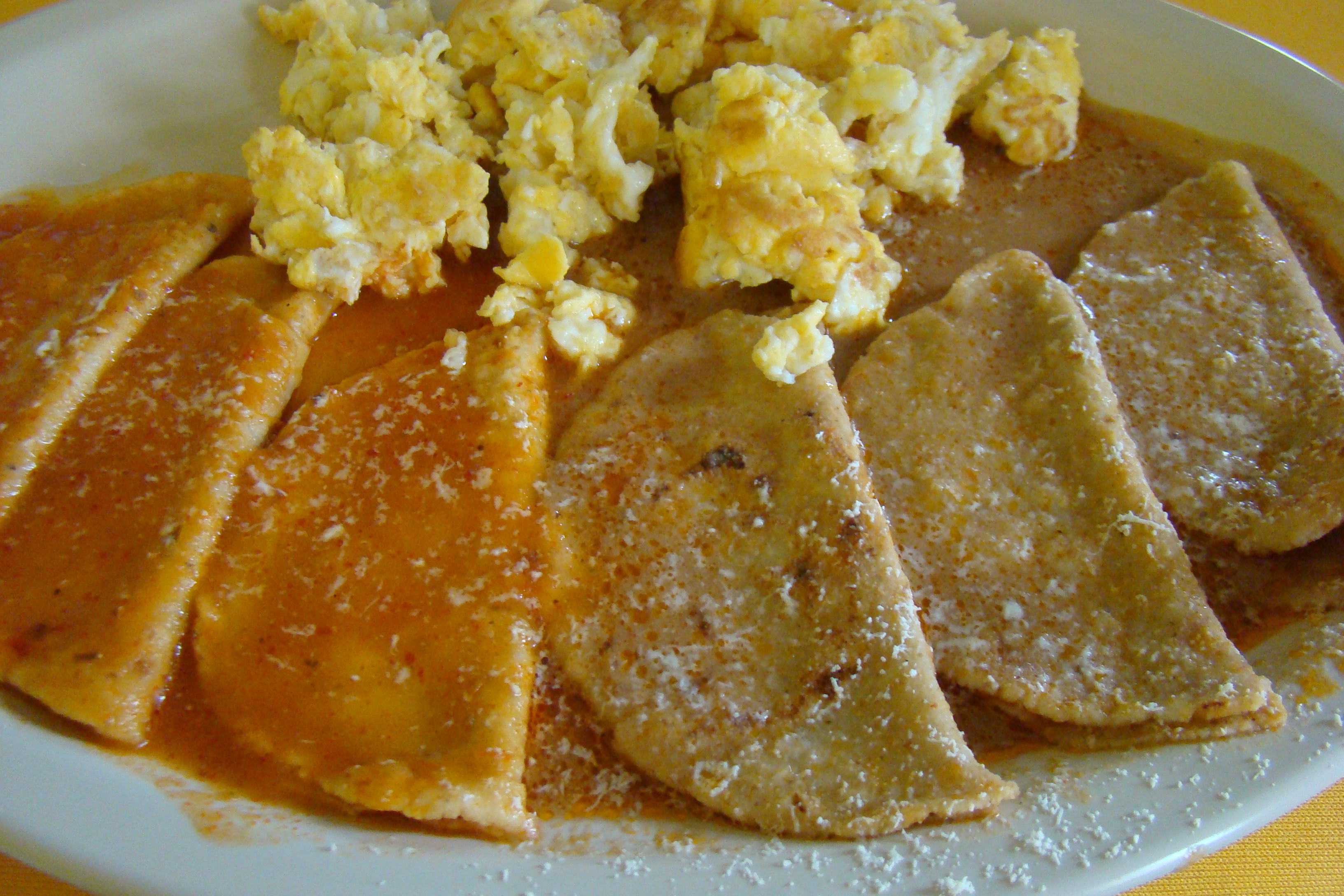
Enchiladas de pipián de Huauchinango, Puebla.
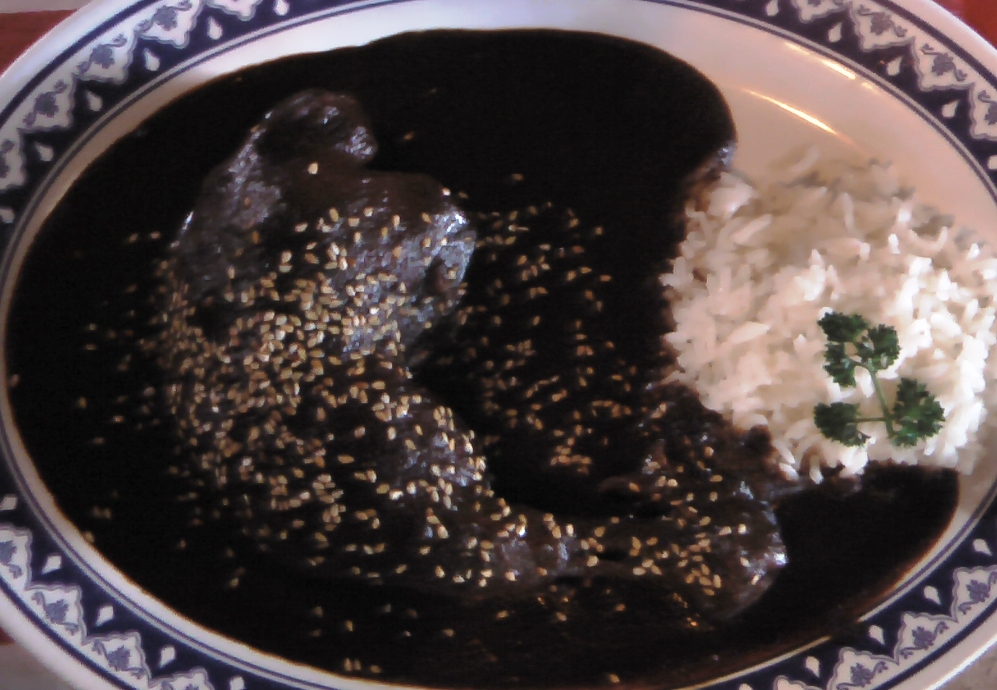
Platillo de mole poblano
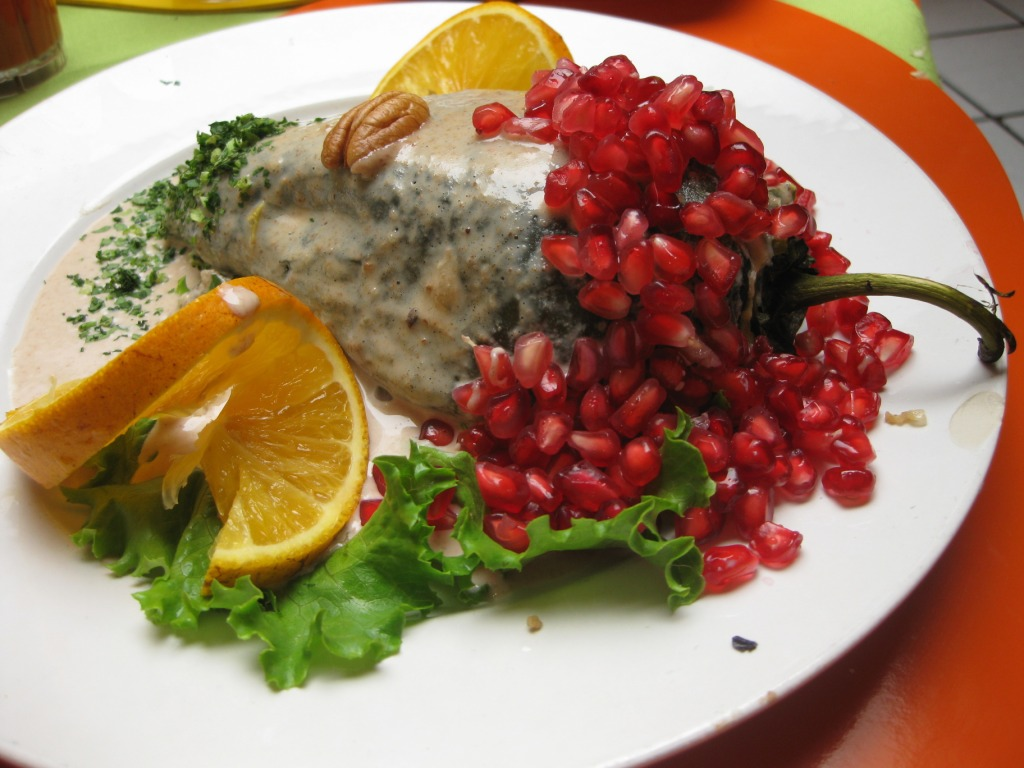
Chiles en nogada, variación vegetariana.
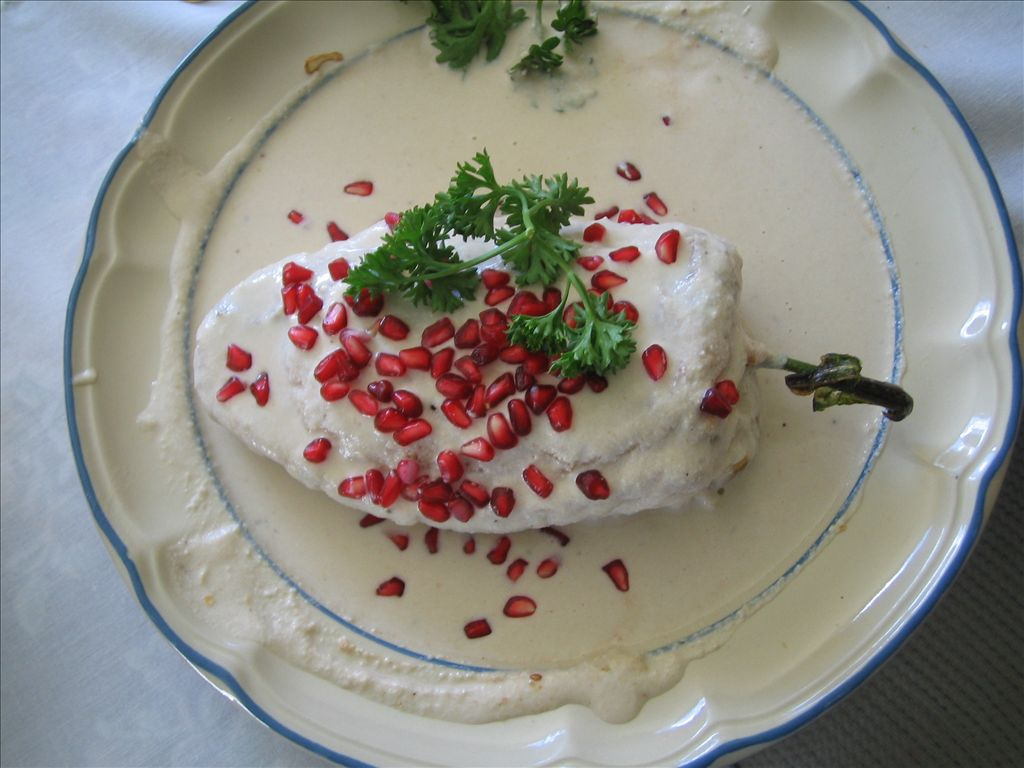
Chiles en nogada tradicionales
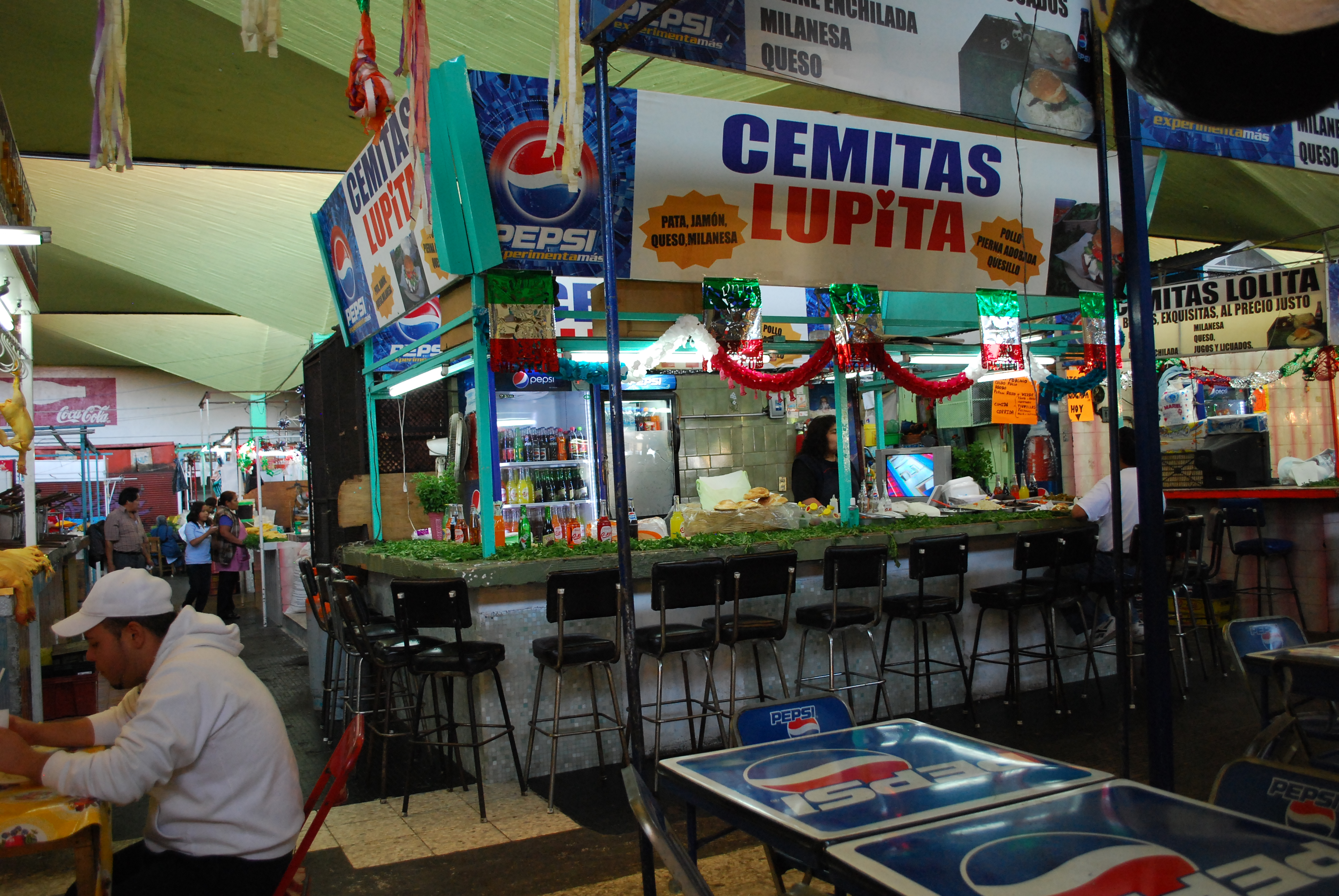
Puesto de cemitas en Puebla
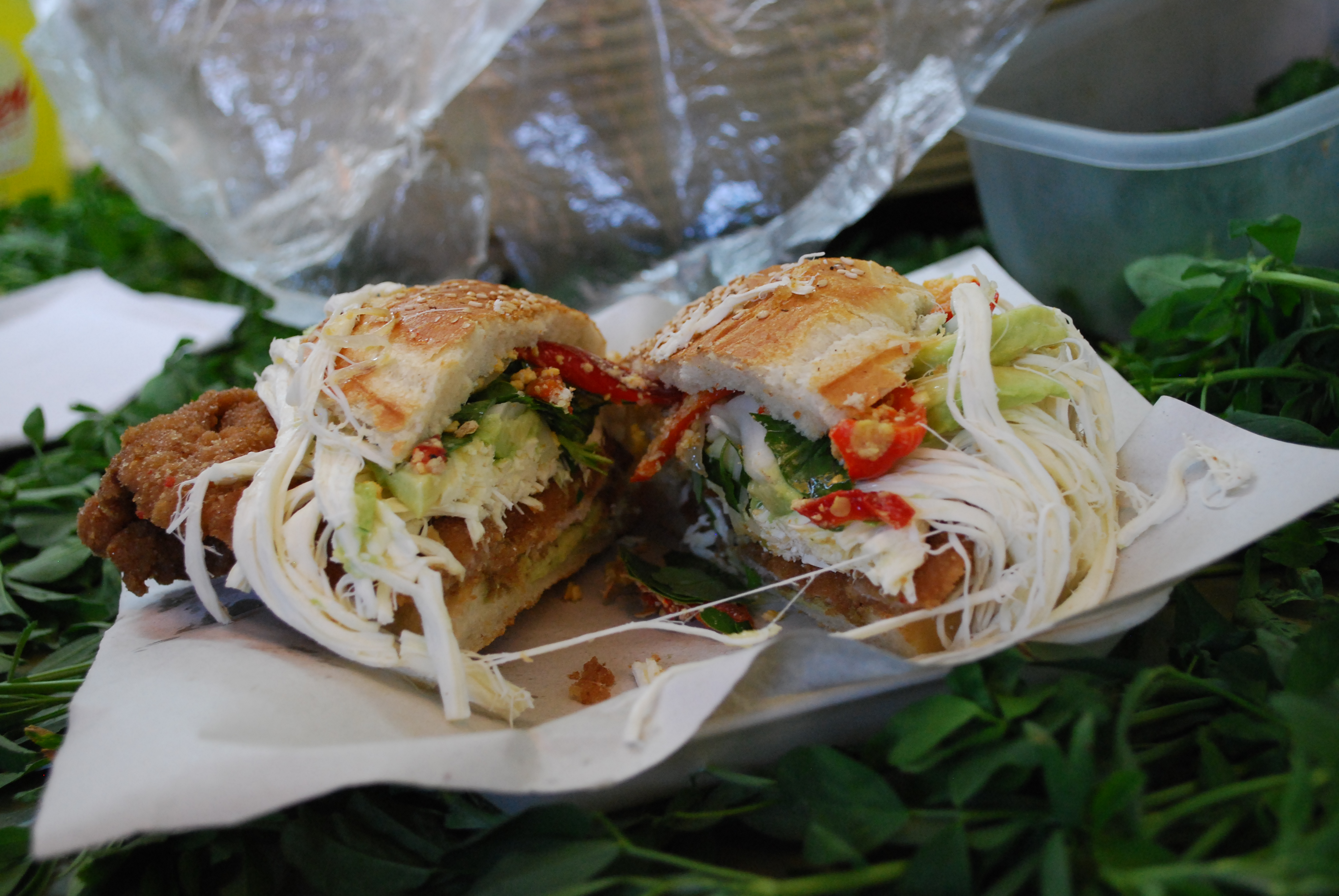
Cemita poblana
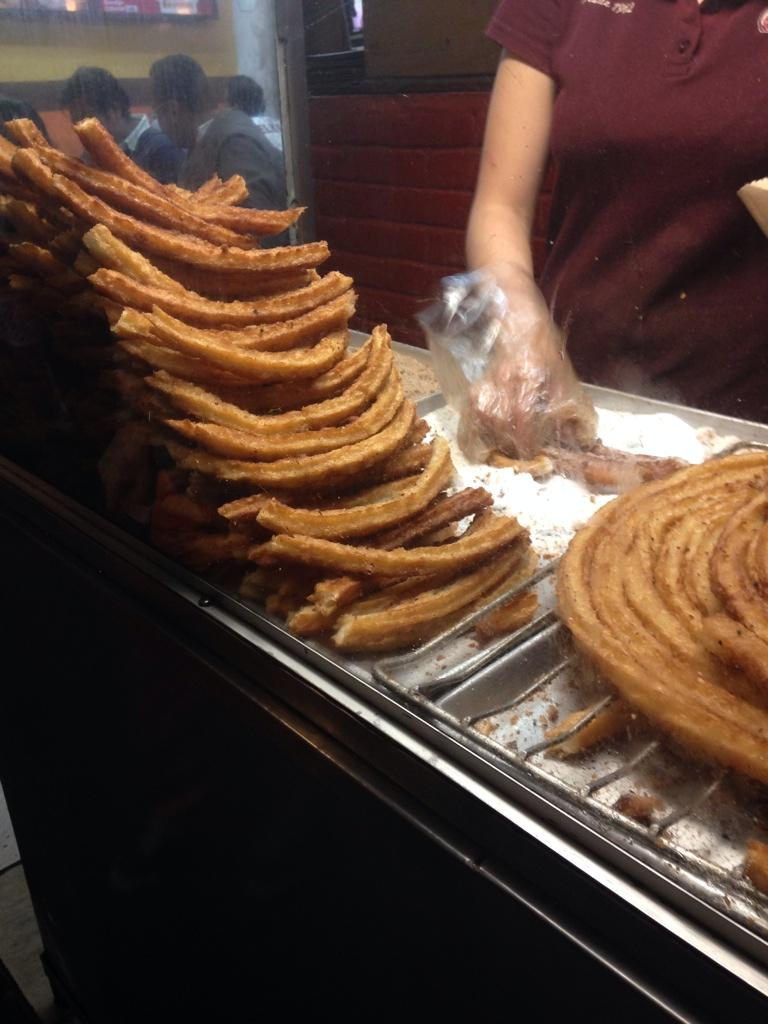
Churros de la Antigua Churrería de Puebla